# 江苏省句东劳动教养管理所
江苏省句东劳动教养管理所是中华人民共和国江苏省的7所省级劳动教养管理所之一，隶属于江苏省司法厅戒毒管理局。位于句容市石山头。与江苏省句东强制隔离戒毒所为一个机构、两块牌子。

## 沿革
该所是江苏省最早的劳教所，成立于1950年代。劳教人员进行生产劳动。早期是茅草房，劳教人员都是所谓的“地富反坏右”。1980年代初翻建为平房，劳教人员多为单位的“失足青年”，包括“多吃多占”和“乱搞男女关系”者。近年来改建楼房，吸毒人员开始占据较大比重，因而管教方式也有所变化。
2013年废除劳改制度，句东劳教所与江苏省现有的劳改所将转型为强制戒毒所。与句东强制隔离戒毒所同处石山头，隶属于同一系统的江苏句东农场网站公告显示，两者相关。